# 圣公会圣乔治堂 (曼哈顿)
40°44′04″N 73°59′06″W / 40.734397°N 73.984964°W
圣公会圣乔治堂（St. George's Episcopal Church）是一座古老教堂，位于纽约市曼哈顿东16街209号，毗邻史岱文森广场（Stuyvesant Square）。该堂被称为“美国早期罗曼复兴教堂建筑最早也是最重要的例子之一”，其外观由查尔斯·奥托 Blesch设计，内部由利奥波德·爱德利兹设计。它是各各他-圣乔治堂区的两座教堂之一。

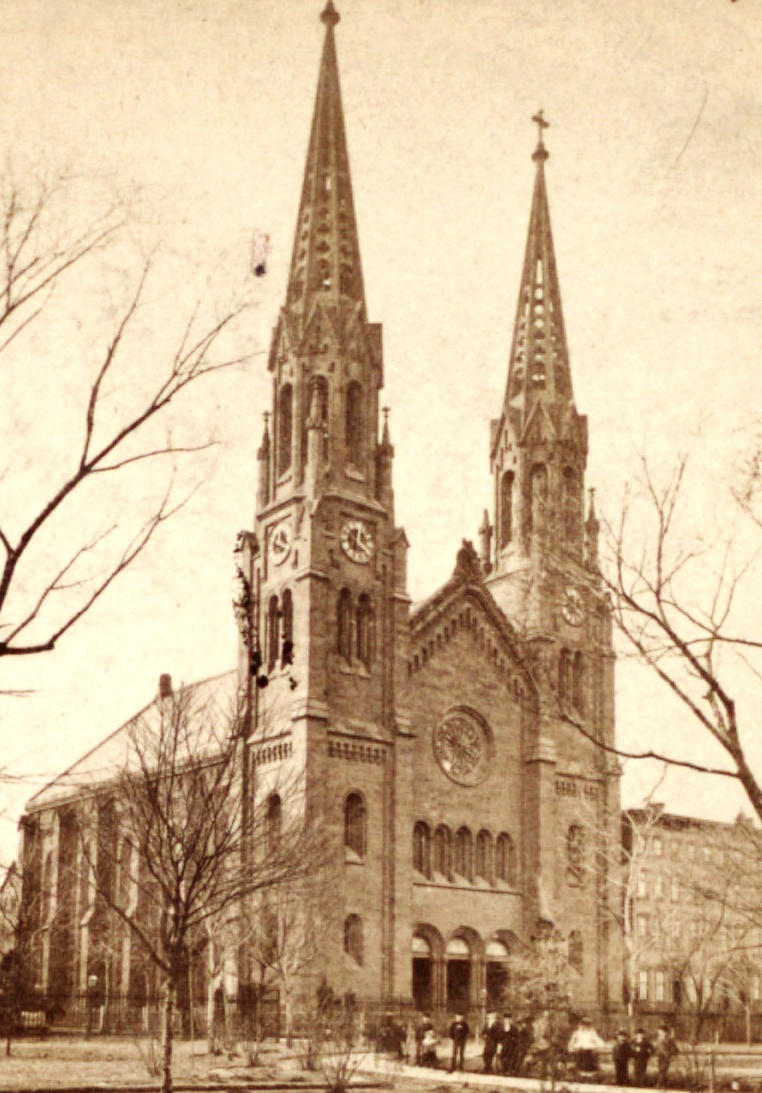
1889年尖顶被拆除前的教堂

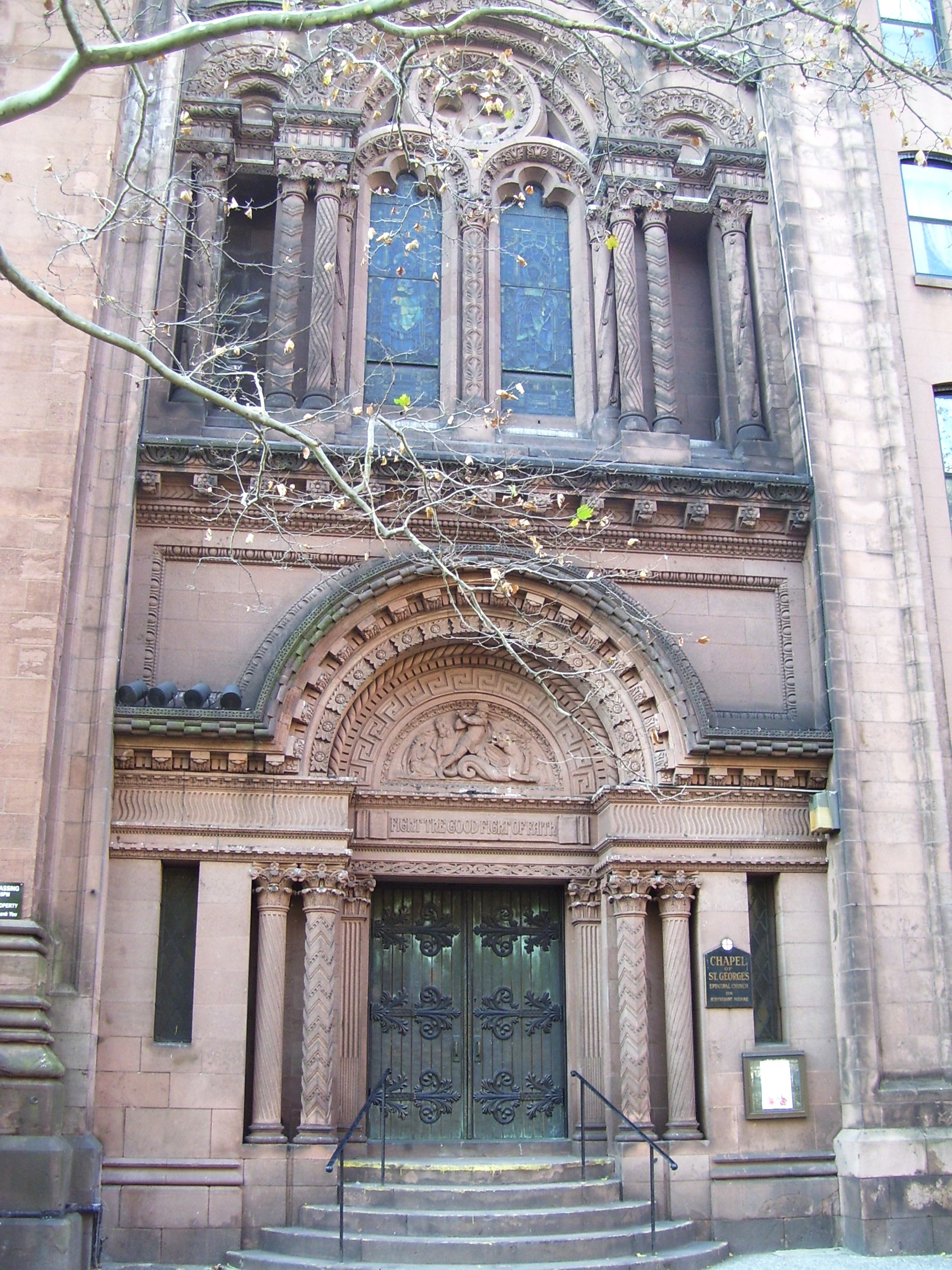
圣乔治礼拜堂

该堂所在的建筑群还包括爱德利兹的牧师楼；圣乔治纪念馆（东16街207号），由他的儿子赛勒斯·爱德利兹设计，建于1886年，作为J.P.摩根赠送的礼物；以及新罗曼式的圣乔治礼拜堂（St. George's Chapel）马修·兰辛·埃默里和亨利·乔治·埃默里,建于1911年至1912年 所有的建筑物都属于史岱文森广场历史区。教堂本身在1967年被列为纽约市地标，1976年被命名为国家历史地标。教堂的立面在1980年恢复。